# سیارک ۱۱۲۹۰۰
سیارک ۱۱۲۹۰۰ (به انگلیسی: 112900 Tonyhoffman، نامگذاری:2002QS50) صد و دوازده هزار و نهصدمین سیارک کشف شده‌است که در ۲۰ اوت ۲۰۰۲ کشف شد.